# Margaret (filme)
Margaret é um filme do gênero drama romântico que seria lançado em 2007, mas devido a adiamentos do diretor, problemas com financiamento e judiciais, acabou por ser lançado limitadamente em 2011.
Pela sua performance no filme, Anna Paquin foi indicada ao London Film Critics' Circle.

## Enredo
Uma estudante de Manhattan de 17 anos, Lisa Cohen, faz compras no Upper West Side, interage com motorista Gerald Maretti quando ela corre ao lado de seu ônibus em movimento; ele se permite ser distraído, levando a um acidente fatal por passar o sinal vermelho em que um pedestre, Monica Patterson, é atingida por ônibus e, posteriormente, morre nos braços de Lisa. Inicialmente, Lisa diz à polícia que o motorista passou o semáforo verde, mas depois, por remorso, muda a sua história. Ela confronta Maretti, que primeiro finge ter esquecido os detalhes do acidente e, em seguida, revela a ela com raiva que ele se lembra deles, mas acredita que ele não fez nada errado, fazendo com que Lisa o persiga por sua demissão da empresa. Em colaboração com o melhor amigo de Monica, Emily, e primo, Abigail, Lisa, em última análise torna-se envolvido em um processo de morte por negligência contra a Autoridade de Trânsito Metropolitana, buscando a demissão do motorista (que é revelado que causou dois acidentes anteriores), bem como danos monetários, que seriam atribuídas a próxima da vítima de parentes, seu primo. Enquanto isso, a vida de Lisa assume várias voltas, incluindo um flerte com seu professor de matemática, Aaron Caije, sua decisão de perder a virgindade com um colega, Paul Hirsch, e vários debates veementes sobre política e terrorismo com colegas.
Lisa e sua mãe atriz tem um relacionamento rochoso, com combates esporádicos e Lisa expressar ambivalência em relação namorado da mãe Ramon. Um jantar pós-show, com a participação de Lisa, sua mãe, Emily e Ramon, termina com Ramon fazendo uma observação percebido como antissemita para Emily. Ramon morre de um ataque cardíaco não muito tempo depois. Lisa tem relações sexuais com Caije, e depois confronta Caije, dizendo-lhe que ela teve um aborto na presença de outro professor. Ela expressa a dúvida sobre quem era o pai e menciona que há duas possibilidades. A ação judicial chega a uma conclusão, com um prêmio de US$ 350 mil, mas o MTA recusa a demitir Maretti, com a preocupação de que iria inflamar uma disputa trabalhista. Abigail aceita a oferta de acordo, revelando o acordo monetário ter sido sua principal motivação; isso faz com que Lisa a tornar-se muito triste e desiludido com o desfecho do caso. Lisa e sua mãe vão assistir a uma ópera que Ramon e ela iriam antes de sua morte. No caminho, Lisa vê Maretti dirigindo o mesmo ônibus que tinha matado o pedestre e há um breve momento onde os dois ver uns aos outros. Durante a performance de ópera, a emoção acumulada de Lisa a partir da sequência de eventos explode e ela e sua mãe carinhosamente reconectam-se, chorando juntas e abraçadas enquanto a ópera continua.

## Elenco
- Anna Paquin ... Lisa Cohen
- Matt Damon ... Sr. Aaron
- Mark Ruffalo ... Maretti
- Jean Reno ... Ramon
- Matthew Broderick ... John
- J. Smith- Cameron ... Joan
- Allison Janney ... Monica
- Jeannie Berlin ... Emily
- Kieran Culkin ... Paul
- Stephen Adly Guirgis ... Mitchell
- John Gallagher Jr. ... Darren
- Sarah Steele ... Becky
- Cyrus Hernstadt ... Curtis

## Produção
Filmado em 2005, a longa pós-produção do filme provocou várias ações judiciais, que foram programadas para ser iniciadas em 2009. Em julho de 2010, a Fox Searchlight informou que a Lonergan finalmente concluiu o trabalho no filme, e que iria ser lançado em 2011.

## Recepção
Margaret teve recepção geralmente favorável por parte da crítica especializada. Com base em 27 avaliações profissionais, alcançou uma pontuação de 61/100 no Metacritic.
Em avaliações favoráveis, Keith Unlich do Time Out New York disse: "E, embora nem todos conceitos de Lonergan trabalham em uma base de cena por cena (um mulherengo com elevada crosta interpretado por Jean Reno distorce um pouco perto demais para caricaturar), o filme tem um poder que solidificou-se cumulativo por um devastador final opera-house - Isso é impressionante. Este é desgastado por bordas do cinema no seu melhor".
Do Washington Post, Ann Hornaday: "Ambicioso, afetado, de difícil controle e assombro, é uma densa atmosfera, obra-prima excêntrica, moralmente hiperconsciente que recusa-se a seguir as restrições das estruturas convencionais cinematográficas, em vez levar o público a uma viagem tortuosa nos buracos de coelhos inumeráveis que compõem a moderna Manhattan".
Boston Globe, Wesley Morris: "Quem sabe que filme Lonergan estava procurando em todas as filmagens? Mas o que emerge das mexidas e legais escaramuças é uma maravilha ocasional, uma espécie de raio X-social intelectual de todos os dias, Paul Mazursky por meio de Krzysztof Kieslowski".
New York Daily News, Elizabeth Weitzman: "Margaret - intitulado após um poema - reflete seu sujeito adolescente com uma precisão impressionante. Pode ser frustrante e autoimportante, desajeitado e ingênuo. Mas também é apaixonado, curioso e cheio de fases, de modo destemido em suas ambições que mesmo as falhas são interessantes. Cada visão ousada exige respeito; alguns merecem comemoração. Este é um deles, e todas as imperfeições".

De um índice de 72%, na resenha principal do Rotten Tomatoes, é destacado que "Margaret" "tem um excesso de idéias, o que contribui para tempo de execução excessiva  do filme, mas Anna Paquin faz um trabalho admirável de guiar os visitantes através do inferno emocional".

## Problemas com o lançamento
Originalmente foi programado para ser lançado em 2007 pela Fox Searchlight Pictures, mas foi repetidamente adiada enquanto Lonergan se esforçou para criar um corte final, ele estava satisfeito com o que resultou em vários processos judiciais. Enquanto o estúdio insistiu que o tempo de execução do filme não poderia exceder 150 minutos, a versão preferida de Lonergan estava mais perto de três horas.
Martin Scorsese e Thelma Schoonmaker contribuíram para editar uma versão de 165 minutos que Lonergan aprovou, o corte nunca foi concluído devido a uma escassez orçamento de US$ 500.000. Eventualmente, a Fox Searchlight Pictures lançou o filme de 150 minutos limitadamente nos Estados Unidos em 30 de setembro de 2011.
Uma versão de três horas estendidas incorporada ao material extra com pontuação revisada e mistura de som foi posteriormente lançado em DVD e Blu-ray em julho de 2012.